# Nauders
Nauders (rm. Danuder) – gmina w Austrii, w kraju związkowym Tyrol, w powiecie Landeck. Leży niedaleko przełęczy Reschen w Alpach Retyckich, przy drodze krajowej B185. Obszar gminy wynosi 90,29 km². Większość osób zajmuje się rolnictwem i turystyką (przede wszystkim w sezonie zimowym). Niedaleko Nauders, leży włoska gmina Resia, sąsiednią gminą jest Pfunds, zaś na południowy zachód od Nauders znajduje się wieś Martina ze 114 mieszkańcami, dokładnie na granicy ze Szwajcarią.
Nauders położone jest nad dawną rzymską drogą Via Claudia Augusta, która prowadziła do Augsburga. W gminie znajdują się kościół farny św. Walentego (Hl. Valentin), zamek Naudersberg.

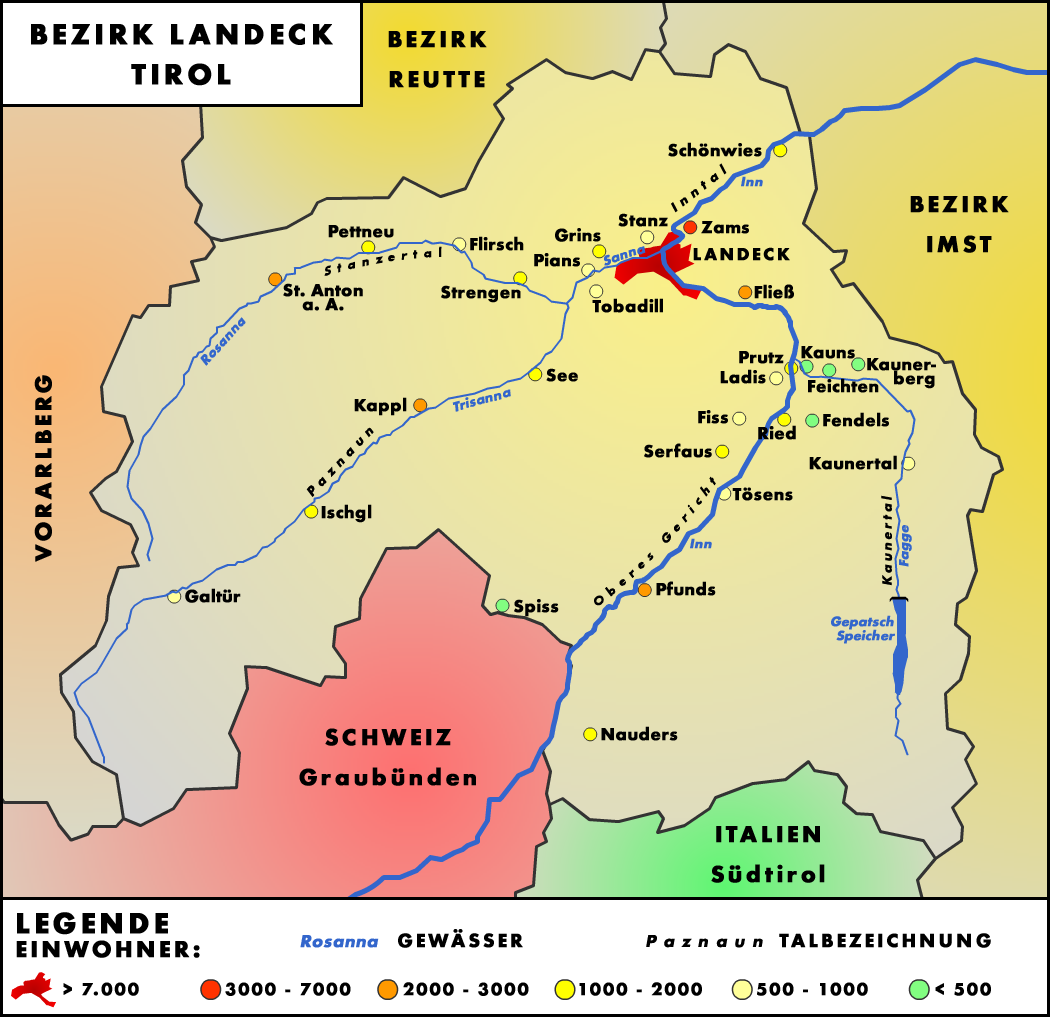
Mapa z widoczną miejscowością

Wokół Nauders leżą następujące szczyty:
- Bergkastelspitze (2 912 m)
- Grosser Schafkopf (2 998 m)
- Gueserkopf (2 850 m)
- Kleiner Schafkopf (2 742 m)
- Klopaierspitze (2 918 m)
- Piengkopf (2 792 m)
- Piz Lad (2 808 m)
- Plamorter Spitze (2 982 m)
- Tscheyegg (2 666 m)

## Osoby urodzone w Nauders
- Karl de Blaas (1815-1894) - malarz
- Joseph Kleinhanns (1774-1853) - niewidomy rzeźbiarz.
- Hans Tschiggfrey (1904-1963) - polityk